# Ecuación de Strange, Rahman y Smith
La ecuación de Strange, Rahman y Smith es utilizada en el método de criptoporimetría. La criptorometría NMR es una técnica reciente para medir la porosidad total y las distribuciones de medida del poro. está basado en dos ecuaciones, la ecuación de Gibbs–Thomson, aquellos que mapean el descenso del punto de fusión en función de la medida de poro, y la ecuación de Strange, Rahman y Smith que mapea la amplitud de señal fundida en una temperatura particular en un volumen de poro.

## Ecuación
Si los poros del material poroso son llenados con un líquido, entonces el incremento en el volumen puede ser obtenido del aumento en el volumen líquido fundido para un aumento de temperatura por:
```

  

    

      

        

          

            

              
d

              
v

            

            

              
d

              
x

            

          

        

        
=

        

          

            

              
d

              
v

            

            

              
d

              

              
T

            

          

        

        

          

            

              
k

              

                
G

                
T

              

            

            

              
x

              

                
2

              

            

          

        

      

    

    
{\displaystyle {\frac {dv}{dx}}={\frac {dv}{d\,T}}{\frac {k_{GT}}{x^{2}}}}

  

```

Dónde: {\displaystyle k_{GT}} es el coeficiente de Gibbs–Thomson para el líquido en los poros.